# Lý thuyết VSEPR
Lý thuyết cặp điện tử vỏ hoá trị đẩy nhau, cũng gọi bằng thuyết Gillespie-Nyholm hay thuyết đẩy, là mô hình về sức đẩy giữa các cặp electron hoá trị và dạng hình học của phân tử. Thuyết đẩy giúp dự đoán khá chính xác góc hoá trị trong những phân tử có những cặp electron không phân chia hoặc có liên kết bội

## Lịch sử ra đời
Ý tưởng về sự liên quan giữa cấu tạo hình học của phân tử với sức đẩy của các electron (giữa các e liên kết và chưa liên kết) được giới thiệu lần đầu tiên bởi hai nhà khoa học Nevil Sidgwick và Herbert Powell tại Đại học Oxford năm 1940, trong bài giảng mang tên Bakerian Lecture.

Năm 1957, hai nhà khoa học Ronald Gillespie và Ronald Sydney Nyholm tại Đại học London đã đưa ra kết quả nghiên cứu công nhận quan điểm trên, đồng thời đã xây dựng một lý thuyết chi tiết về dạng hình học của phân tử.

## Luận điểm chính
Phân tử AXnEm

Trong đó:

A: nguyên tử trung tâm có các cặp electron hóa trị tạo liên kết

X: cặp electron liên kết σ với A

n: số cặp electron tạo liên kết σ 

E: cặp electron không phân chia

m: số cặp electron không phân chia

m + n = q: tổng số cặp electron bao quanh A

## Quy tắc thuyết sức đẩy
- Cấu hình các liên kết của nguyên tử hay ion trung tâm đa hóa trị chỉ phụ thuộc vào tổng số cặp electron hóa trị m + n = q bao quanh nó.

- Kích thước của những obital của cặp electron hóa trị được phân bố sao cho sức đẩy giữa các cặp electron đó là tối thiểu.

- Sức đẩy của các cặp e giảm theo thứ tự:

E-E >E-X > X-X

- Không gian của một cặp liên kết giảm khi độ âm điện của phối tử X tăng lên, dẫn đến góc hóa trị XAX giảm.

## Ý nghĩa
- Thuyết VSEPR có thể áp dụng với phân tử có liên kết đôi.

- Thuyết VSEPR tuy vậy lại chưa thỏa đáng với các phân tử trung tâm có kích thước lớn.